# Норт-Акоміта (Нью-Мексико)
Норт-Акоміта (англ. North Acomita Village) — переписна місцевість (CDP) в США, в окрузі Сібола штату Нью-Мексико. Населення — 357 осіб (2020).

## Географія
Норт-Акоміта розташований за координатами 35°3′57″ пн. ш. 107°34′3″ зх. д. / 35.06583° пн. ш. 107.56750° зх. д. (35.065935, -107.567393).  За даними Бюро перепису населення США в 2010 році переписна місцевість мала площу 7,41 км², уся площа — суходіл.

## Демографія
Згідно з переписом 2010 року, у переписній місцевості мешкали 303 особи в 100 домогосподарствах у складі 70 родин. Густота населення становила 41 особа/км².  Було 124 помешкання (17/км²).
Расовий склад населення:
| - 96,4 % — корінних американців - 3,3 % — білих |

До двох чи більше рас належало 0,3 %. Частка іспаномовних становила 1,0 % від усіх жителів.
За віковим діапазоном населення розподілялося таким чином: 28,1 % — особи молодші 18 років, 61,3 % — особи у віці 18—64 років, 10,6 % — особи у віці 65 років та старші. Медіана віку мешканця становила 36,3 року. На 100 осіб жіночої статі у переписній місцевості припадало 83,6 чоловіків;  на 100 жінок у віці від 18 років та старших — 81,7 чоловіків також старших 18 років.
Середній дохід на одне домашнє господарство  становив 48 555 доларів США (медіана — 37 604), а середній дохід на одну сім'ю — 37 151 долар (медіана — 24 583). За межею бідності перебувало 21,2 % осіб, у тому числі 48,9 % дітей у віці до 18 років та 0,0 % осіб у віці 65 років та старших.
Цивільне працевлаштоване населення становило 96 осіб. Основні галузі зайнятості: освіта, охорона здоров'я та соціальна допомога — 50,0 %, мистецтво, розваги та відпочинок — 21,9 %, роздрібна торгівля — 14,6 %, будівництво — 13,5 %.